# Giuditta con la sua ancella (Artemisia Gentileschi Firenze)
Giuditta con la sua ancella è un dipinto a olio su tela (114x93,5 cm) di Artemisia Gentileschi, databile al 1618-1619 circa e conservato nella Galleria Palatina di Firenze.

## Storia
La critica è incerta sulla datazione del quadro, da collocarsi verosimilmente verso l'inizio del soggiorno di Artemisia a Firenze. L'impaginazione della scena presenta una stretta somiglianza con la Giuditta con la sua ancella conservata alla Galleria nazionale di Oslo, che alcuni storici dell'arte attribuiscono alla mano di Artemisia, altri a quella di suo padre Orazio.
La prima citazione certa risale all'inventario della Guardaroba di palazzo Pitti del 1637, come "un quadro su tela entro Juditvi con la sua compagna con la testa di Oloferne in una paniera di mano dell'Artemisia" (ASF, Guardaroba 525, c. 45).
Esistono copie antiche del dipinto nella Galleria Corsini di Firenze, a Palazzo Rosso a Genova e nella galleria Carpentier di Parigi.

## Descrizione e stile
In questa tela, dai toni marcatamente caravaggeschi, le due figure femminili di Giuditta e di Abra, la sua ancella, sono raffigurate da vicino, con un'inquadratura stretta, in una posizione quasi speculare; stanno immerse nell'ombra, illuminate da una luce, come di candela, che viene dalla loro sinistra.
Dopo aver dipinto la cruenta Giuditta che decapita Oloferne, oggi al museo di Capodimonte a Napoli, Artemisia ritornò sulla storia dell'eroina biblica che uccide il generale dell'esercito nemico, con un'opera di forte intensità drammatica e di grande sapienza narrativa.
La tela mostra l'istante in cui le due donne si apprestano a lasciare la tenda di Oloferne, con la paura di essere scoperte dai soldati assiri. Abra sostiene, come se fosse il bucato, la cesta in cui è stata deposta la testa mozzata del tiranno e Giuditta impugna ancora, appoggiandola sulla spalla, la spada con la quale ha compiuto da poco la sua vendetta; con l'altra mano, posata con un gesto complice sulla spalla dell'ancella, sembra volerla trattenere, come turbata da un rumore esterno.
Il dipinto si colloca tra le opere migliori di Artemisia. Superba è la tensione del volto di Giuditta, segnata da uno sguardo preoccupato rivolto all'uscita della tenda e da una ciocca di capelli che è sfuggita dalla raffinata acconciatura. 
Una minuziosa cura – come si riscontra in tutti i suoi numerosi dipinti dedicati alla storia di Giuditta – è posta nella raffigurazione dell'elsa della spada e dei gioielli che adornano l'eroina biblica. L'ampio turbante ed il vestito dell'ancella, giocati sulle varie tonalità del bianco e del giallo, mostrano inconfondibilmente i segni dell'apprendistato svolto presso la bottega del padre, Orazio Gentileschi.